# Kokerboom
De kokerboom (Aloe dichotoma) is geen boom in de engere zin van dat woord, maar een plant van het geslacht Aloë, die uitgroeit en vertakt tot hij de proporties van een flinke knotwilg heeft. Aloë's zijn een Afrikaans vetplantengeslacht waarvan slechts enkele bomen vormen. De kokerboom komt voor in erg droge streken in het noordoosten van de Karoo in Zuid-Afrika (onder andere bij Brandvlei) en het naburige zuiden van Namibië, onder andere in Speeltuin van de reuzen en het Kokerboomwoud bij Keetmanshoop.
De naam kokerboom (Quivertree) is afgeleid van het feit dat de Bosjesmannen (San) de holle takken van de plant gebruiken om er pijlkokers van te maken.
De meeste kokerbomen groeien over, op, of tegen blokken basalt. Deze blokken nemen gedurende de dag de hitte van de zon op, welke warmte vervolgens gedurende de nacht wordt afgestaan. Ondanks de koude nachten (het kan vriezen) is er op deze manier sprake van een microklimaat dat wordt gekenmerkt door een relatief constante omgevingstemperatuur.
... · 
A. aageodonta · 
A. cryptopoda (Blauwbladaloë) · 
A. dichotoma (Kokerboom) · 
A. plicatilis (Waaieraloë) · 
A. rauhii · 
A. vaombe · 
A. vera (Aloë vera) · 
A. zakamisyi · 
...